# Salafchegan
Salafchegan (farsi سلفچگان) è una città dello shahrestān di Qom, circoscrizione Salafchegān, nella provincia di Qom in Iran. Aveva, nel 2006, una popolazione di 730 abitanti.